# Hồ

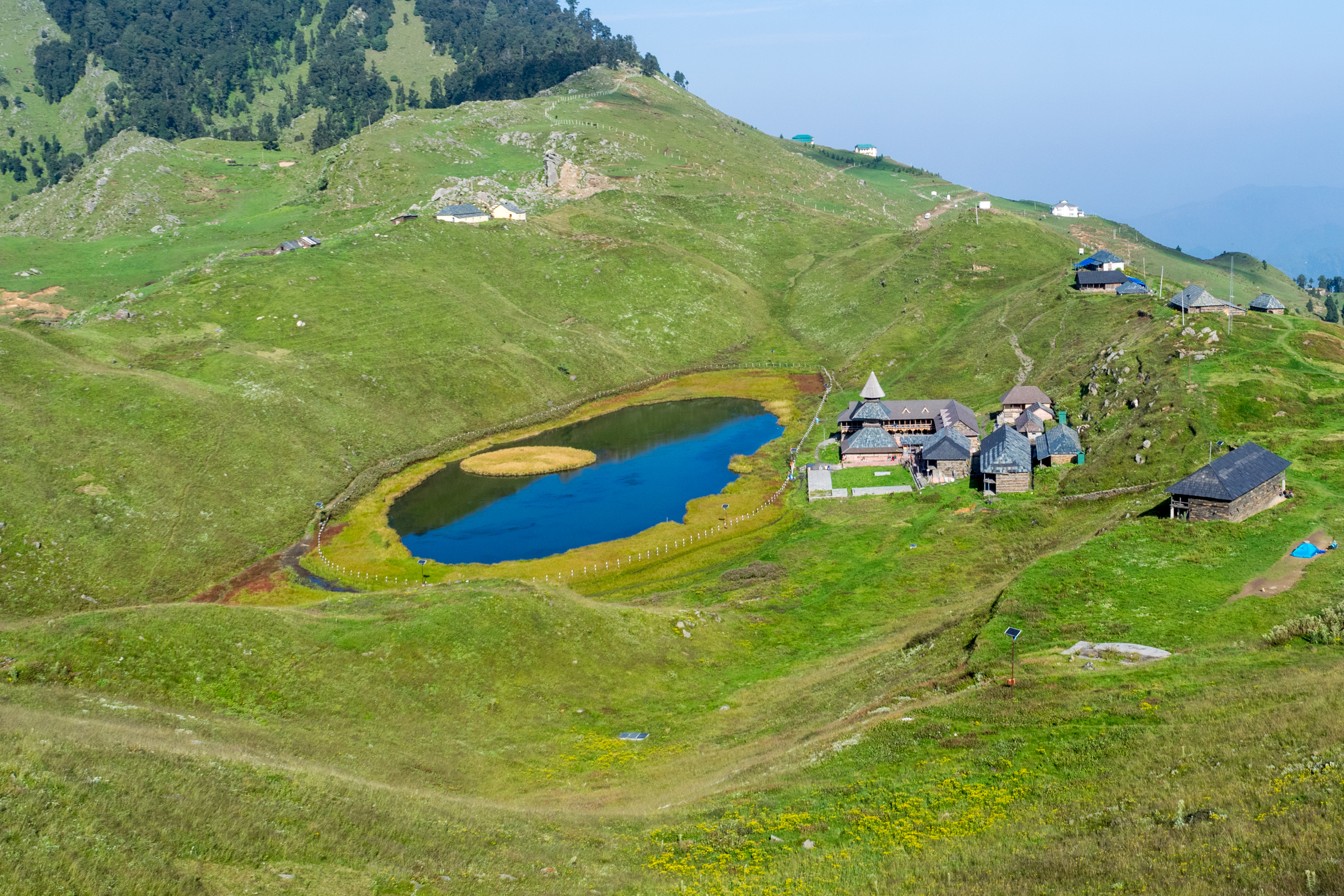
Một cái hồ nhìn từ trên xuống

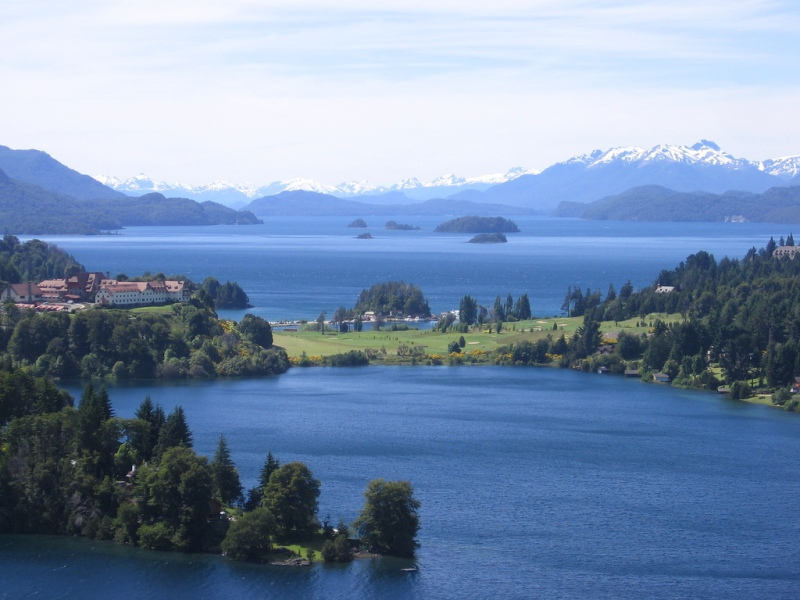
Hồ Nahuel Huapi, Argentina

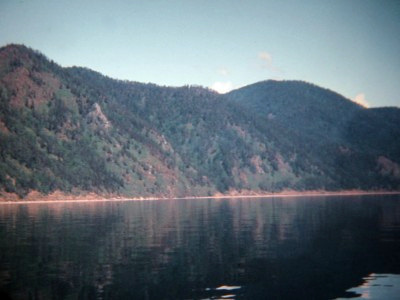
Hồ Baikal, hồ nước ngọt sâu nhất và lớn nhất theo thể tích

Hồ là những khoảng nước đọng tương đối rộng và sâu trong đất liền. Hồ thường không có diện tích nhất định. Có những hồ rất lớn, diện tích rộng hàng vạn km² như hồ Victoria ở châu Phi, hồ Aral ở châu Á, nhưng cũng có nhũng hồ nhỏ chỉ rộng vài trăm mét vuông đến vài km vuông như hồ Tây, hồ Hoàn Kiếm ở Việt Nam.

## Phân loại
Hồ có nhiều nguồn gốc hình thành khác nhau. Dựa vào tính chất, hồ được phân ra làm nhiều loại khác nhau:
- Hồ móng ngựa (hồ vết tích của các khúc sông) là loại hồ hình thành do uốn khúc một con sông, qua thời gian, đoạn sông cũ trên dòng chảy mất đi tạo ra đường đi cho dòng sông mới, vết tích dòng sông cũ để lại. Ví dụ: Hồ Tây (Hà Nội - vết tích của sông Hồng).
- Hồ nhân tạo là do con người hình thành nên.
- Hồ băng hà được hình thành do băng hà di chuyển qua bào mòn mặt đất, đào sâu chỗ đất đá mềm để lại vũng nước lớn. Ví dụ: Phần Lan, Canada...
- Hồ miệng núi lửa là hồ hình thành trên miệng trũng của núi lửa, nước tụ lại khi chảy ra sông
- Hồ kiến tạo là loại hồ hình thành ở vùng đất bị sụt lún do động đất gây ra và di chuyển các mảng kiến tạo. Ví dụ: hồ ở Đông châu Phi.
- Ở hoang mạc, gió tạo thành các cồn cát cao, chân cồn cát tạo thành nơi trũng, nước tụ lại thành hồ, các hồ này rất nông.

Ngoài ra còn dựa vào tính chất của nước nên hồ chia làm hai loại tiếp:
- Hồ nước ngọt chiếm nhiều nhất trong lục địa. Hồ có thể có dòng sông nước ngọt chảy qua hay do mưa. Ví dụ: Hồ Ba Bể, Biển Hồ.
- Hồ nước mặn chiếm rất ít. Hồ có thể do di tích của biển, đại dương bị cô lập giữa lục địa hay trước kia hồ là hồ nước ngọt nhưng vì khí hậu khô hạn nên nước hồ cạn dần và tỉ lệ muối khoáng trong hồ tăng.

Theo nguồn gốc hình thành còn có:
- Hồ nhân tạo (còn gọi là thủy đàm)
- Hồ tự nhiên

## Lợi ích hồ
Nhờ có hồ nối với sông mà sông được điều hòa chế độ nước sông. Khi nước sông dâng lên (mùa lũ), nước chảy vào các hồ, đầm. Khi nước sông xuống (mùa khô) để cho sông đỡ cạn. Sông Mê Kông luôn được điều hòa là nhờ có Biển Hồ ở Campuchia

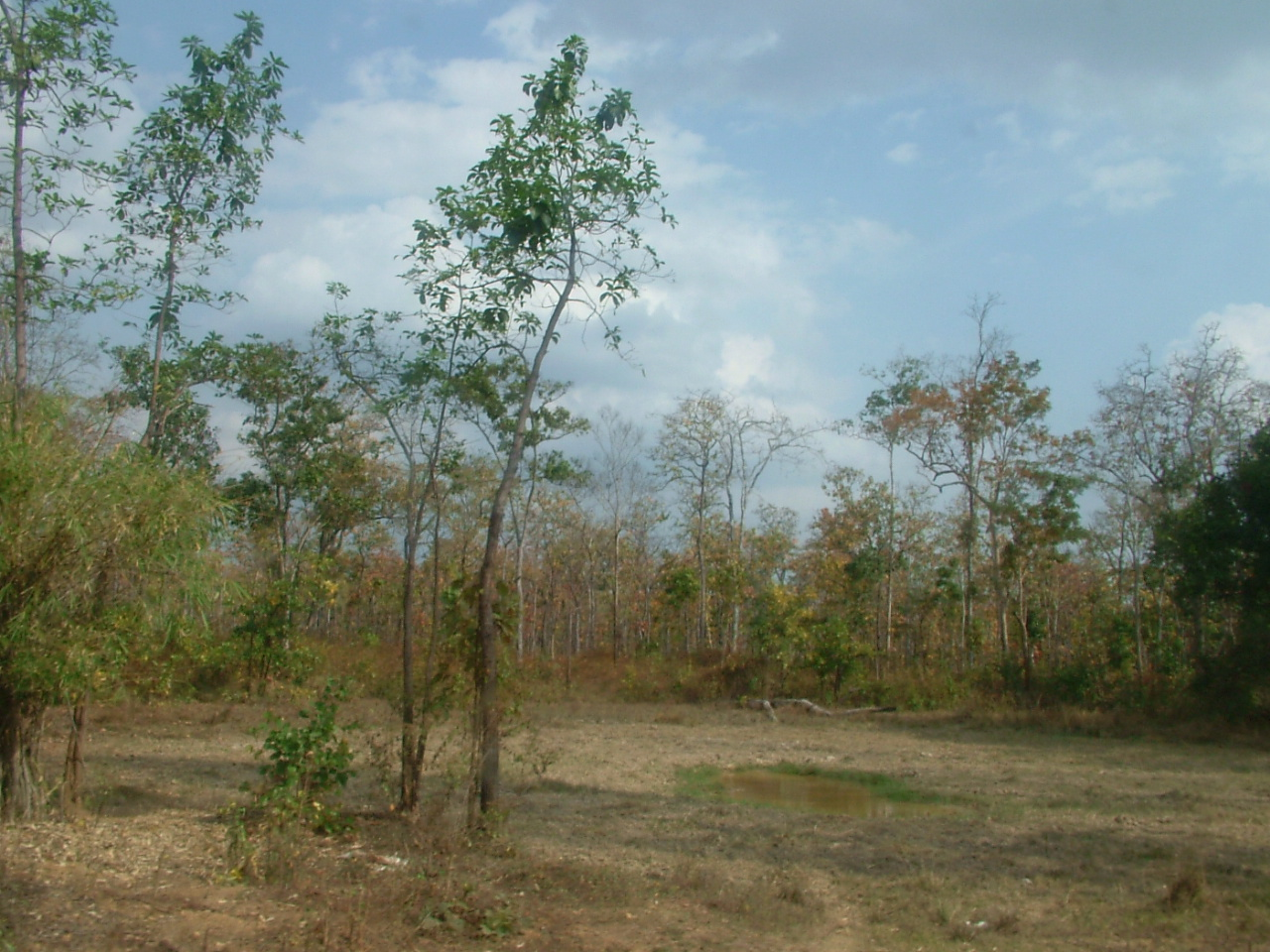
Hồ nước trong rừng khộp ở Tây Nguyên, Việt Nam bị cạn nước vào mùa khô

## Các hồ nổi tiếng

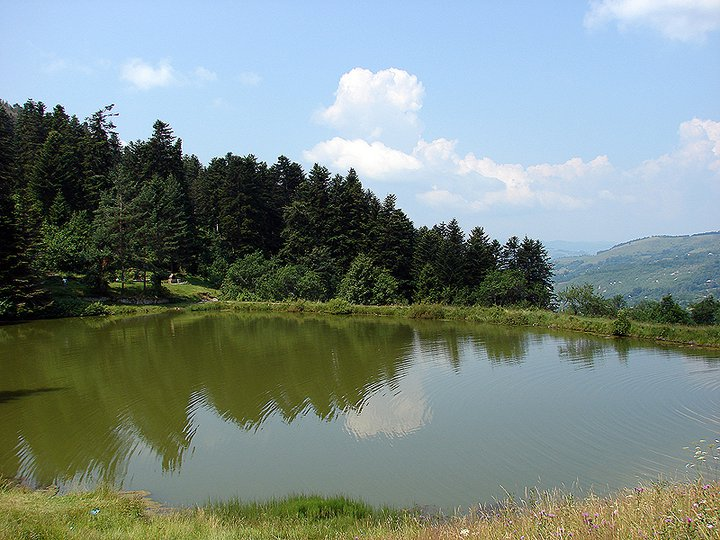

- Ngũ Đại Hồ:
  - Hồ Huron
  - Hồ Ontario
  - Hồ Michigan
  - Hồ Erie
  - Hồ Superior
- Biển Caspi
- Hồ Baikal
- Hồ Titicaca
- Hồ Nettilling
- Hồ Balaton
- Hồ Geneva
- Hồ Maracaibo
- Hồ Tonlé Sap
- Hồ Dầu Tiếng - Việt Nam
- Hồ Hoàn Kiếm- Việt Nam
- Hồ Tây (west lake)- Việt Nam

### Các hồ lớn trên thế giới
Các hồ lớn trên thế giới được xếp theo thứ tự diện tích bề mặt trung bình hàng năm lúc lớn nhất (trên 1,700 sq. mi.; 4,403 km²):
| Số thứ tự | Tên và vị trí                                            | Diện tích | Diện tích | Chiều dài | Chiều dài |
|           |                                                          | sq. mi.   | km²       | mi.       | km        |
| --------- | -------------------------------------------------------- | --------- | --------- | --------- | --------- |
| 1.        | Biển Caspi1, Azerbaijan-Nga-Kazakhstan-Turkmenistan-Iran | 143.000   | 371.000   | 745       | 1.199     |
| 2.        | Superior, Mỹ-Canada                                      | 31.820    | 82.414    | 383       | 616       |
| 3.        | Victoria, Tanzania-Uganda                                | 26.828    | 69.485    | 200       | 322       |
| 4.        | Huron, Mỹ-Canada                                         | 23.010    | 59.596    | 247       | 397       |
| 5.        | Michigan, Mỹ                                             | 22.400    | 58.016    | 321       | 517       |
| 6.        | Tanganyika, Tanzania-Congo                               | 12.700    | 32.893    | 420       | 676       |
| 7.        | Baikal, Nga                                              | 12.162    | 31.500    | 395       | 636       |
| 8.        | Great Bear, Canada                                       | 12.000    | 31.080    | 232       | 373       |
| 9.        | Nyasa, Malawi-Mozambique-Tanzania                        | 11.600    | 30.044    | 360       | 579       |
| 10.       | Great Slave, Canada                                      | 11.170    | 28.930    | 298       | 480       |
| 11.       | Erie, Mỹ-Canada                                          | 9.930     | 25.719    | 241       | 388       |
| 12.       | Winnipeg, Canada                                         | 9.094     | 23.553    | 264       | 425       |
| 13.       | Ontario, Mỹ-Canada                                       | 7.520     | 19.477    | 193       | 311       |
| 14.       | Balkhash, Kazakhstan                                     | 7.115     | 18.428    | 376       | 605       |
| 15.       | Ladoga, Nga                                              | 7.000     | 17.700    | 124       | 200       |
| 16.       | Aral2, Kazakhstan-Uzbekistan                             | 6.625     | 17.160    | 266       | 428       |
| 17.       | Onega, Nga                                               | 3.819     | 9.891     | 154       | 248       |
| 18.       | Titicaca, Bolivia-Peru                                   | 3.141     | 8.135     | 110       | 177       |
| 19.       | Nicaragua, Nicaragua                                     | 3.089     | 8.001     | 110       | 177       |
| 20.       | Athabaska, Canada                                        | 3.058     | 7.920     | 208       | 335       |
| 21.       | Rudolf, Kenya                                            | 2.473     | 6.405     | 154       | 248       |
| 22.       | Hồ Reindeer, Canada                                      | 2.444     | 6.330     | 152       | 245       |
| 23.       | Eyre, Úc                                                 | 2.4003    | 6.216     | 130       | 209       |
| 24.       | Issyk-Kul, Kyrgyzstan                                    | 2.394     | 6.200     | 113       | 182       |
| 25.       | Urmia, Iran                                              | 2.317     | 6.001     | 81        | 130       |
| 26.       | Torrens, Úc                                              | 2.200     | 5.698     | 130       | 209       |
| 27.       | Vänern, Thụy Điển                                        | 2.141     | 5.545     | 87        | 140       |
| 28.       | Winnipegosis, Canada                                     | 2.086     | 5.403     | 152       | 245       |
| 29.       | Albert, Uganda                                           | 2.046     | 5.299     | 100       | 161       |
| 30.       | Nettilling, Đảo Baffin, Canada                           | 1.950     | 5.051     | 70        | 113       |
| 31.       | Nipigon, Canada                                          | 1.870     | 4.843     | 72        | 116       |
| 32.       | Manitoba, Canada                                         | 1.817     | 4.706     | 140       | 225       |
| 33.       | Hồ Muối Lớn (Great Salt Lake), Mỹ                        | 1.800     | 4.662     | 75        | 121       |
| 34.       | Kioga, Uganda                                            | 1.700     | 4.403     | 50        | 80        |

1. Biển nước mặn Caspian được xếp vào định dạng hồ vì nó được bao quanh bởi đất liền.
2. Vào năm 1960, biển Aral là hồ lớn thứ tư thế giới, với diện tích vào khoảng 68000 km². Đến năm 2004 thì nó chỉ còn 17.160 km², đứng ở vị trí thứ tám.
3. Đa dạng với những cơn mưa lớn vào mùa mưa.

## Một vài thông tin về những hồ nổi tiếng

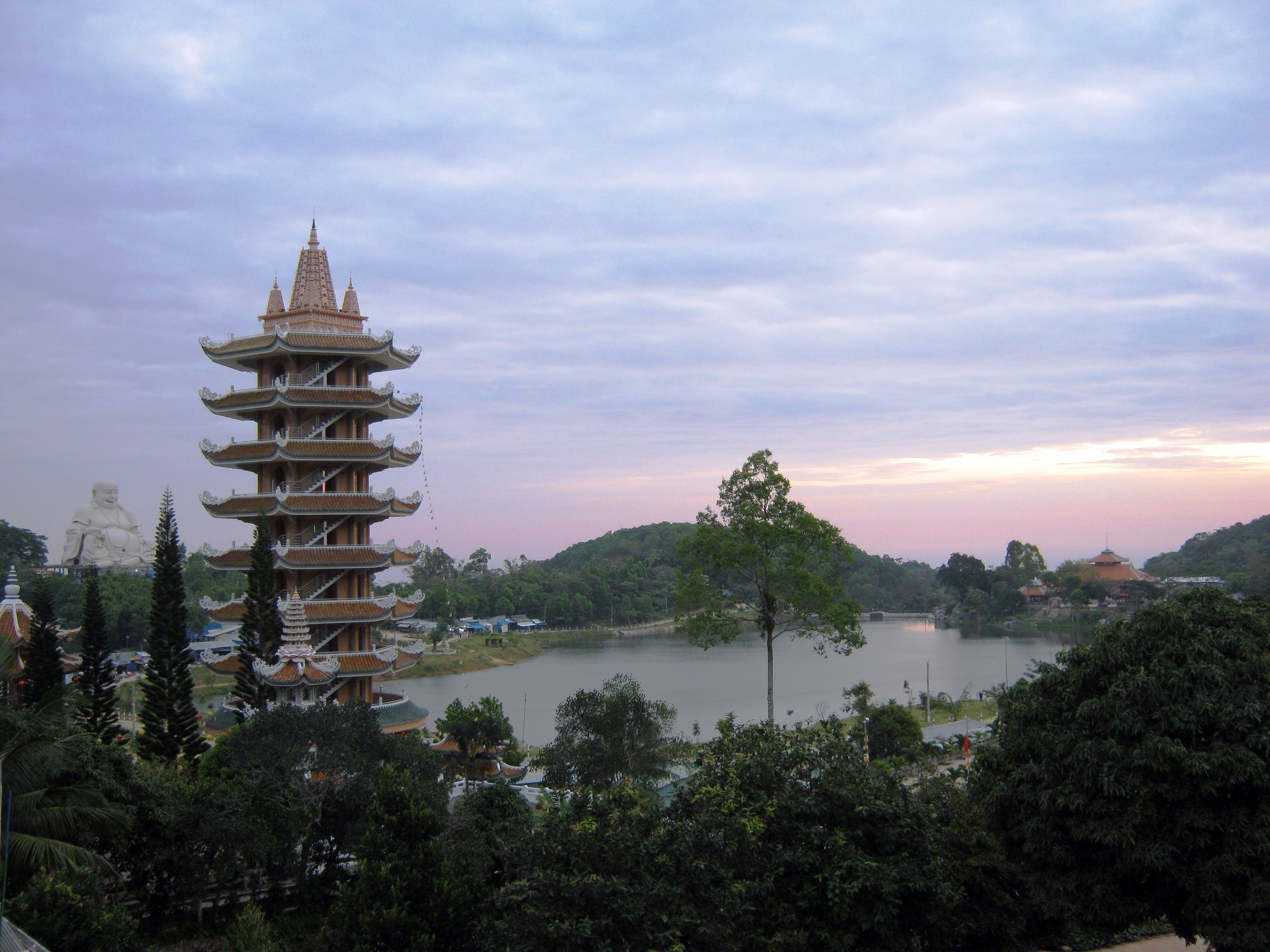
Từ trên đỉnh núi Cấm nhìn xuống hồ Thủy Liêm

- Hồ lớn nhất thế giới xét theo diện tích bề mặt là biển Caspian. Với diện tích bề mặt là 394,299 km², diện tích của nó lớn hơn diện tích của sáu hồ lớn kế tiếp cộng lại.
- Hồ Victoria là hồ lớn nhất châu Phi và là hồ nước ngọt lớn thứ hai thế giới tính theo diện tích bề mặt.
- Hồ sâu nhất thế giới là hồ Baikal ở Siberia, Nga. Hồ này sâu 1637 m (5371 ft) và là hồ nước ngọt lớn nhất thế giới nếu xét theo thể tích.
- Hồ cổ nhất thế giới là hồ Baikal, kế đó là hồ Tanganyika (Tanzania).
- Ojos del Salado nằm trên độ cao 6,390 là hồ cao nhất thế giới.
- Hồ cao nhất thế giới thích hợp cho tàu bè đi lại là hồ Titicaca, cao 3821 m so với mực nước biển. Nó là hồ lớn thứ hai ở Nam Mỹ và cũng là hồ nước ngọt lớn nhất của khu vực này.
- Hồ thấp nhất thế giới là biển Chết, nó nằm thấp hơn mực nước biển 418 m (năm 2005). Đây cũng là một trong những hồ có nồng độ muối cao nhất thế giới, được xếp vào loại "siêu mặn".
- Hồ lớn nhất thế giới nằm trên một hòn đảo là hồ Nettilling trên đảo Baffin.
- Hồ Tonlé Sap là hồ lớn nhất Đông Nam Á.
- Hồ nước ngọt lớn nhất châu Âu là hồ Ladoga, kế đó là hồ Onega. Cả hai hồ này đều nằm ở tây bắc nước Nga.
- Hồ Maracaibo là hồ lớn nhất ở Nam Mỹ. Hồ này ăn thông với biển, nên cũng có thể gọi là vịnh.
- Hồ lớn nhất nằm hoàn toàn trong ranh giới của một thành phố là hồ Wanapitei ở khu đô thị Sudbury, Ontario, Canada. Trước khi ranh giới của thành phố này được xác định lại vào năm 2001 thì vị trí này thuộc về hồ Ramsey, cũng ở Sudbury.
- Hồ Enriquillo là hồ nước mặn duy nhất trên thế giới có cá sấu sinh sống.
- Hồ Eyre ở Úc là hồ có diện tích mặt nước thay đổi nhiều nhất trên thế giới: dao động 0–8.200 km², phụ thuộc vào nước mưa. Khi mưa nhiều, mặt nước hồ cao so với mặt biển 15 mét và chiếm diện tích hơn 8.000 km², khi hồ cạn, mặt đáy hồ lộ ra một lớp muối khá dày.

## Hình ảnh

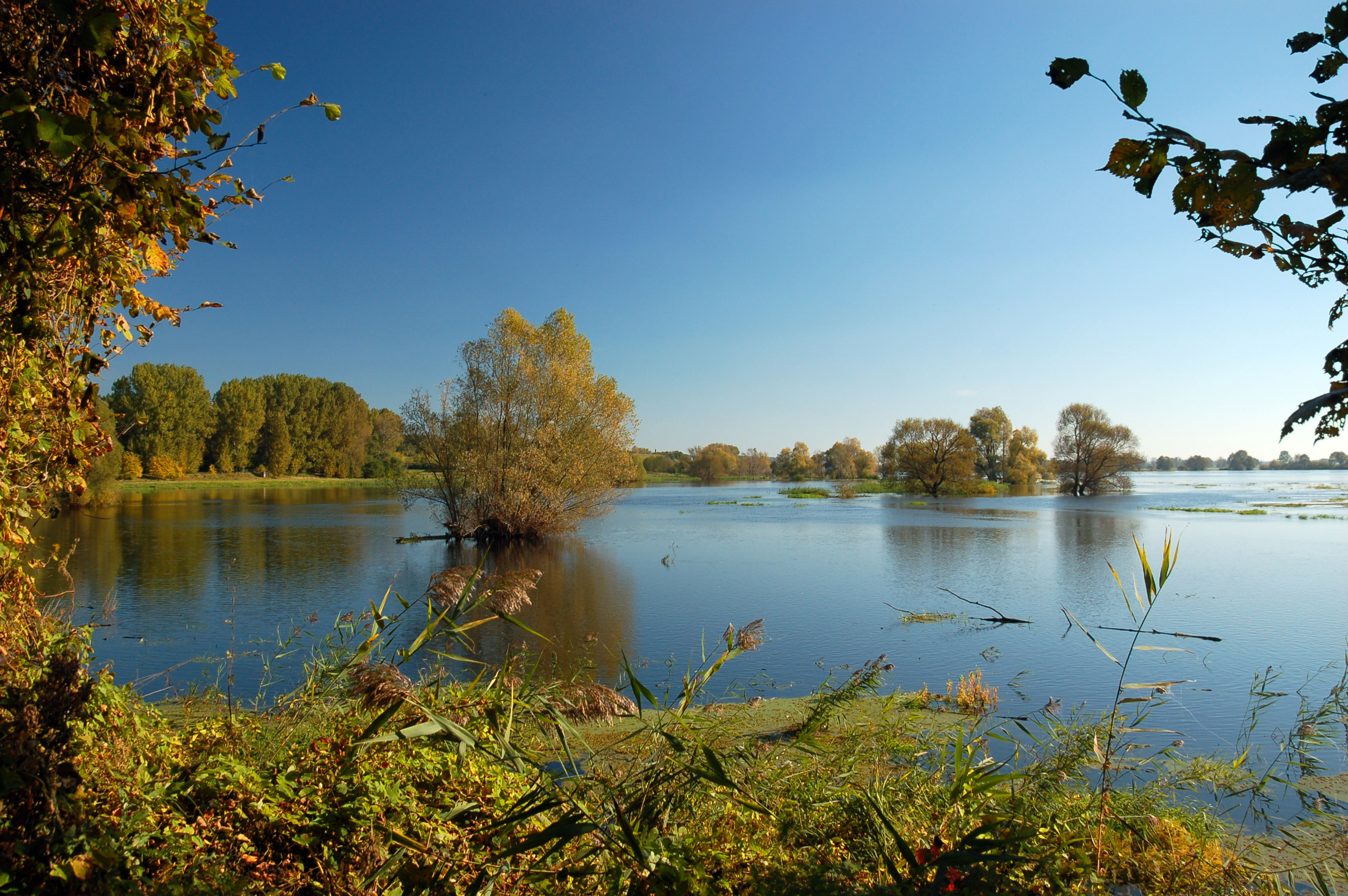
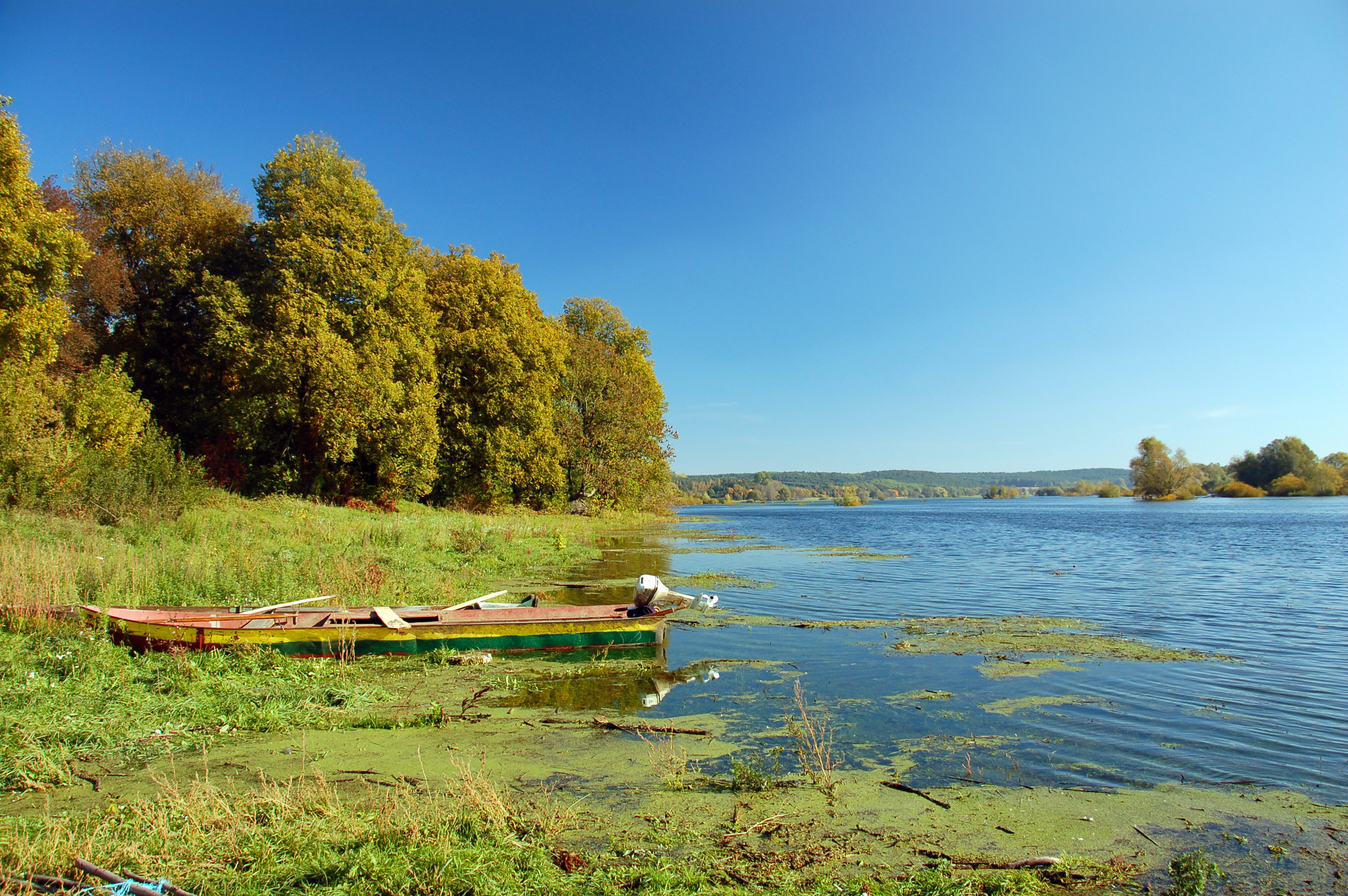
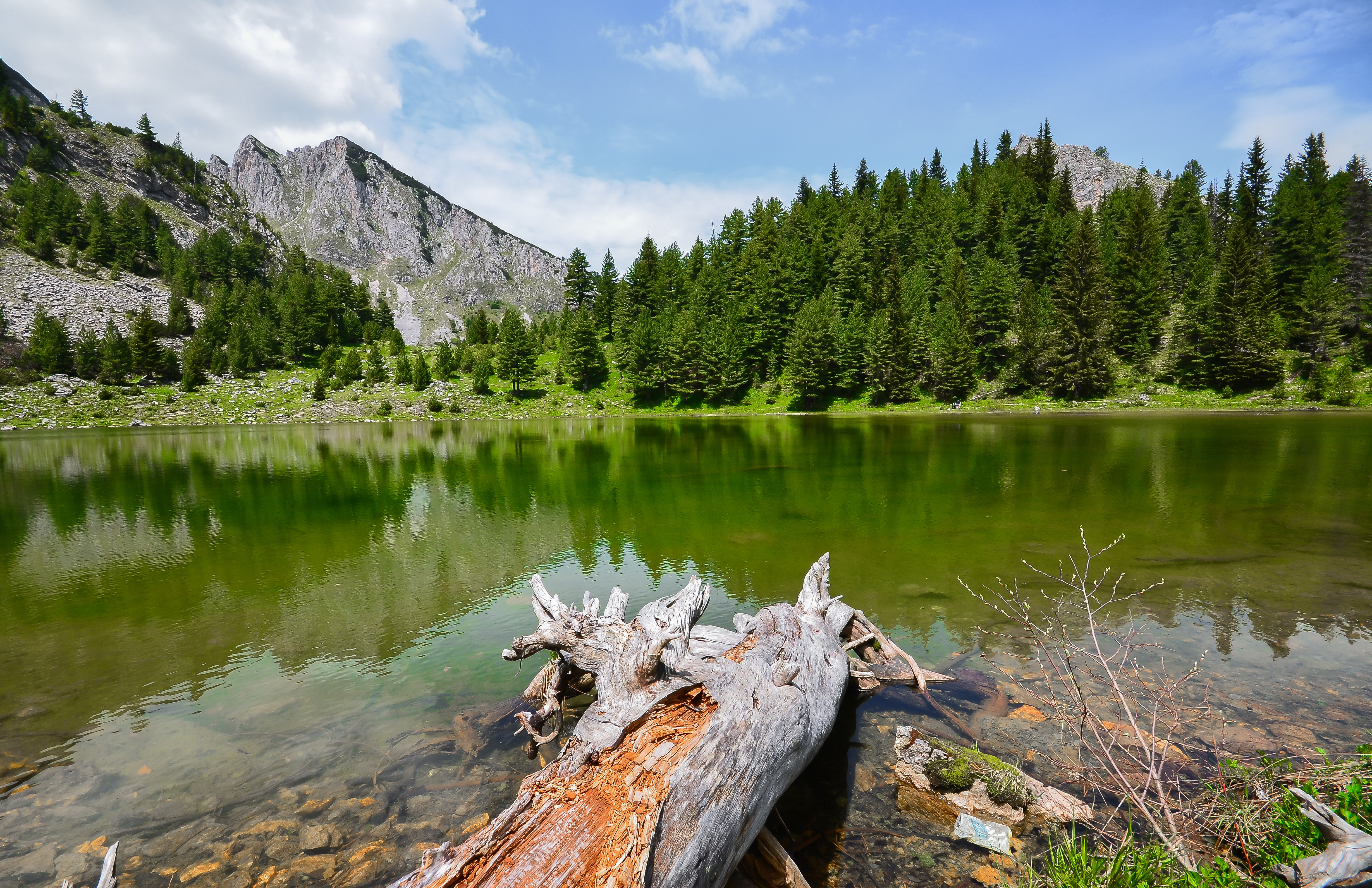